# اکلاد
اکلاد (به انگلیسی: Aklad) یک منطقهٔ مسکونی در هند است که در مهاراشترا واقع شده‌است.